# Palazzo Panciatichi (Pistoia)
Il Palazzo Panciatichi, noto anche come Palazzo del Balì, è un edificio storico trecentesco di Pistoia, situato nell'angolo fra via Panciatichi e via Cavour. Costituisce l'unico esempio rimasto di palazzo privato medioevale a Pistoia.

## Storia
La costruzione del palazzo fu iniziata intorno al 1320 da Vinciguerra Panciatichi, esponente della più potente famiglia pistoiese dell'epoca, ricco banchiere ed esule ghibellino, poi passato a parte guelfa.

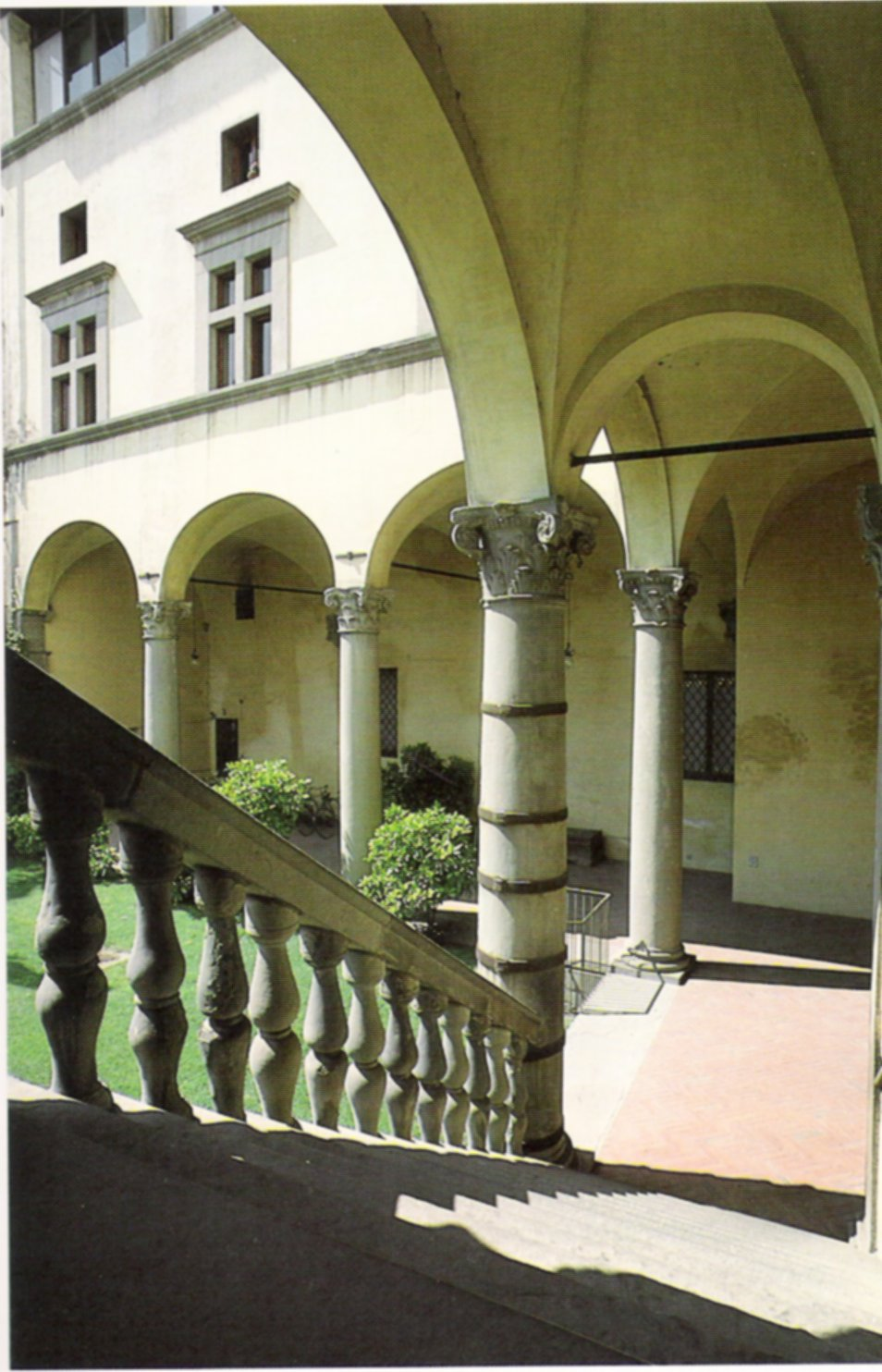
Palazzo del Balì - il porticato interno

Nel palazzo dimorarono, fra gli altri, il papa Alessandro V dal novembre 1409 al febbraio 1410 e la famiglia di Lorenzo il Magnifico nel 1478.
Durante le lotte cittadine il palazzo fu espugnato ed incendiato dalle bande rivali dei Cancellieri, il 18 agosto del 1500.
Negli anni successivi, fino al 1509 fu restaurato sotto la direzione di Ventura Vitoni.
Nel 1579 l'edificio fu acquistato dalla famiglia Cellesi che aveva ottenuto in quegli anni il titolo di balì dell'Ordine di Santo Stefano. Da allora i pistoiesi cominciarono a chiamarlo "Palazzo del Balì".
Durante il bombardamento del 24 ottobre 1943 l'intera ala sud del palazzo fu distrutta e quella nord risultò gravemente danneggiata. L'edificio rimase abbandonato per un lungo periodo. Dal 1964 al 1967 furono eseguiti imponenti lavori di restauro e di parziale ricostruzione da parte della ditta Arrigo Flori, col ripristino delle linee originali dell'edificio.
Attualmente il palazzo è adibito ad uffici e studi privati nonché a sede del Consiglio Provinciale.

## Architettura
L'edificio fu costruito nel XIV secolo come dimora privata fortificata.
La facciata, impostata su massicci archi ribassati, è costituita da un paramento in pietra che si eleva per tre piani e si conclude con una imponente gronda in pietra e legname di epoca rinascimentale.
Solo sul lato est si conservano ancora alcuni merli guelfi che originariamente coronavano tutti i lati del palazzo.
Molto particolari sono le finestre a crociera del palazzo. Credute prodotto del restauro cinquecentesco, con i lavori di restauro degli anni sessanta si è scoperto che in realtà esse fanno parte della struttura più antica del palazzo, risalente al periodo gotico. Le finestre a crociera del palazzo rappresenterebbero un unicum per quanto riguarda l'architettura gotica dell'Italia centrale in quanto tale elemento architettonico, impiegato nell'architettura gotica civile francese nei secoli XIII e XIV, si diffonderà in Italia solamente in Valle d'Aosta (XIV secolo) e in seguito nel Piemonte (XV secolo); in Italia centrale invece tale elemento comparirà nel XV secolo a Roma per poi diffondesi nel resto della regione. In merito a questa analogia con il gotico francese è da notare che il committente del palazzo, Vinciguerra Panciatichi, esercitò l'attività bancaria con successo in Francia e risiedeva ad Avignone, città in cui si ritrova questo particolare elemento architettonico.
Le caratteristiche salienti dell'interno del palazzo sono costituite dall'alto porticato che racchiude uno spazio interno a prato, dallo scalone in pietra che porta al primo piano, nonché dal grande salone al primo piano con l'imponente soffitto in legno a cassettoni e dalla luminosa loggia.